# Amazonas-Flussdelfine
Die Amazonas-Flussdelfine (Iniidae, Gattung Inia) sind eine Säugetierfamilie und -gattung aus der Ordnung der Wale (Cetacea), die in besonderer Weise an das Leben im Süßwasser angepasst sind. Die vier bekannten Arten dieser Gruppe leben in den Flusssystemen von Amazonas und Orinoco in Südamerika.

## Merkmale
Flussdelfine sind kleine Wale mit maximal 3 Metern Länge und 160 Kilogramm, der La-Plata-Delfin gilt sogar als einer der kleinsten Wale überhaupt. Ihr Körper ist relativ plump gebaut, die Finne ist sehr niedrig. Im Gegensatz dazu ist die Fluke groß und die Flipper sind breit. Die Halswirbel sind nicht miteinander verschmolzen, wodurch der Kopf sehr beweglich ist. Die Melone ist stark gewölbt, die Schnauze ist langgestreckt. Die Kiefer sind pinzettenartig und können insgesamt über 200 Zähne enthalten. Die Augen sind stark verkleinert, jedoch funktionstüchtig.
Die asiatischen Gangesdelfine (Platanista) unterscheiden sich unter anderem von den Flussdelfinen im Bau des Schädels (Gangesdelfine besitzen einen einzigartigen Oberkieferkamm, der sich von der Schädelbasis bis fast zum Blasloch erstreckt) und darin, dass sie einen Blinddarm aufweisen.

## Verbreitung und Lebensraum
Alle Arten der Amazonas-Flussdelfine sind Süßwasserbewohner und leben in den Flusssystemen des Amazonas in Südamerika.

## Lebensweise
Flussdelfine sind an ein Leben in trüben, engen Gewässern angepasst. Die großen Fluken und Flipper erhöhen die Manövrierfähigkeit. Ihr Echoortungssystem ist ausgezeichnet entwickelt, der Gesichtssinn hingegen schwächer. Die lange Schnauze dient dazu, im Schlamm zu wühlen und Fische und andere Beutetiere zu fangen. Im Gegensatz zu den eigentlichen Delfinen leben die Flussdelfine eher einzelgängerisch.

## Systematik

### Externe Systematik
Die systematische Stellung der süßwasserbewohnenden Delfine gilt als einer der großen Diskussionspunkte in der Systematik der Wale. Ob die zahlreichen morphologischen Übereinstimmungen der süßwasserbewohnenden Tiere auf Konvergenz oder auf eine gemeinsame Abstammung zurückzuführen sind, ist nicht restlos geklärt. Dementsprechend wurden die vier betroffenen Taxa, der Amazonasdelfin, der La-Plata-Delfin, der Chinesische Flussdelfin und die Gangesdelfine manchmal zu einer Familie (Platanistidae) oder zumindest Überfamilie (Platanistoidea) zusammengefasst, manchmal aber auch als Ergebnisse reiner Konvergenz in vier unabhängigen Familien klassifiziert.
Molekulargenetische Untersuchungen kamen zu dem Ergebnis, dass die Gangesdelfine eine eigene Entwicklungslinie darstellen, die nicht näher mit den übrigen Vertretern gemeinsam ist. Hamilton et al. (2001) klassifizierten auch den Chinesischen Flussdelfin in einer eigenen Gruppe und fassten nur Amazonas- und La-Plata-Delfin zusammen. Eine Analyse der Retroposons durch Nikaido et al. (2001) kam hingegen zu dem Ergebnis, dass der Chinesische, der Amazonas- und der La-Plata-Delfin eine monophyletische Gruppe darstellen, was beispielsweise auch durch Untersuchungen an Cytochromen bestätigt wurde.
Wilson & Reeder (2005) übernahmen diese Sichtweise und klassifizierten den Amazonas-, den Chinesischen und den La-Plata-Delfin in einer gemeinsamen Familie, den Iniidae. Ein mögliches Kladogramm der Zahnwale sieht folgendermaßen aus:
|      | Gangesdelfine (Platanistidae)                                                          |
|      |                                                                                        |
| N.N. | \| \| Flussdelfine (Iniidae) \| \| \| \| \| \| Delfinartige (Delphinoidea) \| \| \| \| |
|      | \| \| Flussdelfine (Iniidae) \| \| \| \| \| \| Delfinartige (Delphinoidea) \| \| \| \| |
|      | Flussdelfine (Iniidae)                                                                 |
|      |                                                                                        |
|      | Delfinartige (Delphinoidea)                                                            |
|      |                                                                                        |

|  | Flussdelfine (Iniidae)      |
|  |                             |
|  | Delfinartige (Delphinoidea) |
|  |                             |

|      | Gangesdelfine (Platanistidae)                                                          |
|      |                                                                                        |
| N.N. | \| \| Flussdelfine (Iniidae) \| \| \| \| \| \| Delfinartige (Delphinoidea) \| \| \| \| |
|      | \| \| Flussdelfine (Iniidae) \| \| \| \| \| \| Delfinartige (Delphinoidea) \| \| \| \| |
|      | Flussdelfine (Iniidae)                                                                 |
|      |                                                                                        |
|      | Delfinartige (Delphinoidea)                                                            |
|      |                                                                                        |

|  | Flussdelfine (Iniidae)      |
|  |                             |
|  | Delfinartige (Delphinoidea) |
|  |                             |

|      | Gangesdelfine (Platanistidae)                                                          |
|      |                                                                                        |
| N.N. | \| \| Flussdelfine (Iniidae) \| \| \| \| \| \| Delfinartige (Delphinoidea) \| \| \| \| |
|      | \| \| Flussdelfine (Iniidae) \| \| \| \| \| \| Delfinartige (Delphinoidea) \| \| \| \| |
|      | Flussdelfine (Iniidae)                                                                 |
|      |                                                                                        |
|      | Delfinartige (Delphinoidea)                                                            |
|      |                                                                                        |

|  | Flussdelfine (Iniidae)      |
|  |                             |
|  | Delfinartige (Delphinoidea) |
|  |                             |

|      | Gangesdelfine (Platanistidae)                                                          |
|      |                                                                                        |
| N.N. | \| \| Flussdelfine (Iniidae) \| \| \| \| \| \| Delfinartige (Delphinoidea) \| \| \| \| |
|      | \| \| Flussdelfine (Iniidae) \| \| \| \| \| \| Delfinartige (Delphinoidea) \| \| \| \| |
|      | Flussdelfine (Iniidae)                                                                 |
|      |                                                                                        |
|      | Delfinartige (Delphinoidea)                                                            |
|      |                                                                                        |

|  | Flussdelfine (Iniidae)      |
|  |                             |
|  | Delfinartige (Delphinoidea) |
|  |                             |

### Interne Systematik

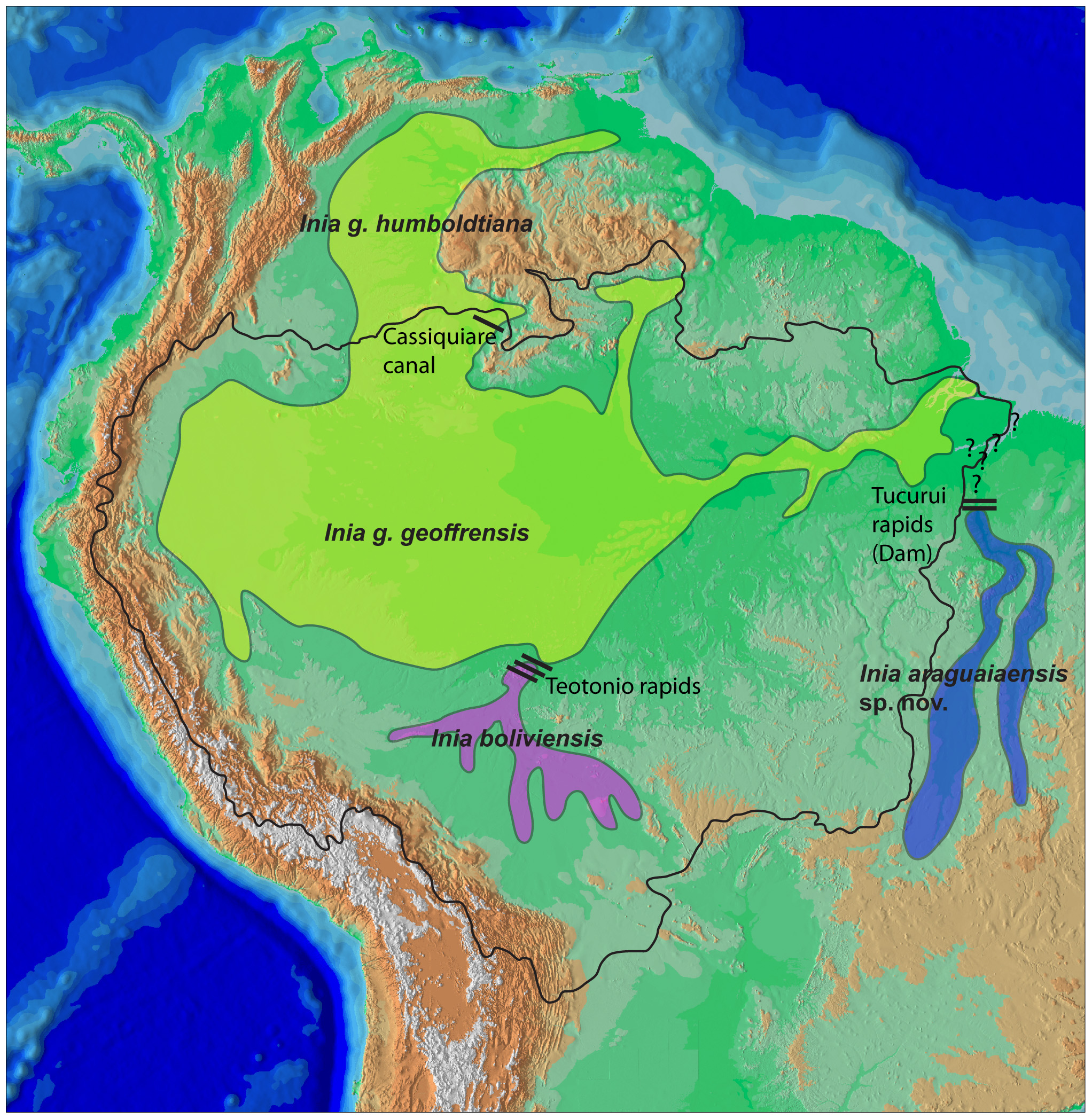
Verbreitungsgebiete der Amazonas-Flussdelfine:
I. geoffrensis und I. humboldtiana
Inia araguaiaensis
Inia boliviensis

Es werden vier Arten zu den Flussdelfinen gezählt:
- der Amazonasdelfin (Inia geoffrensis)
- der Araguaia-Delfin (Inia araguaiaensis)[5]
- der Bolivianische Amazonasdelfin (Inia boliviensis)[6]
- der Orinocodelfin (Inia humboldtiana)

Der La-Plata-Delfin (Pontoporia blainvillei) und der Chinesische Flussdelfin (Lipotes vexillifer), der vermutlich bereits ausgestorben ist, werden eigenen Familien zugeordnet.  Die Inia-Arten und der La-Plata-Delfin bilden eine gemeinsame Klade, deren Schwestergruppe der Chinesische Flussdelfin ist. Die traditionell ebenfalls zu den Flussdelfinen gestellten Gangesdelfine sind hingegen nur entfernt mit dieser Gruppe verwandt. Auch einige im Süßwasser lebende Vertreter der (Eigentlichen) Delfine wie der Sotalia, der Kamerunflussdelfin und der Irawadidelfin zählen nicht dazu.

## Flussdelfine und Menschen
Durch die Wasserverschmutzung, die Bejagung, die unbeabsichtigte Tötung in Fischnetzen und den Bau von Staudämmen und anderen Regulierungsmaßnahmen sind die süßwasserbewohnenden Wale oft stärker bedroht als ihre meeresbewohnenden Verwandten.